# Chambers (série télévisée)
Pour les articles homonymes, voir Chambers.
Chambers est une série télévisée britannique en 12 épisodes de 30 minutes, créée par Clive Coleman. Elle a été diffusée du 15 juin 2000 au 2 septembre 2001 sur le réseau BBC One. La musique de thème était  Danse avec Mandolines , extrait de   Roméo et Juliette de Sergei Prokofiev.
En France, la série a été diffusée à partir de 2002 sur Canal Jimmy.

## Historique
Au départ, Chambers était une sitcom radiophonique diffusée sur BBC Radio 4. Elle a été écrite par l'avocat Clive Coleman et interprétée par  John Bird et Sarah Lancashire. La version radio a duré trois saisons entre 1996 et 1999.

## Synopsis
John Bird joue le rôle principal de John Fuller-Carp, un monstrueux égoïste et avare avocat à la tête du cabinet Forecourt. Ses collègues sont Hilary Tripping, un jeune homme plutôt inefficace, et Ruth Quirke, initialement une féministe de l'aile gauche plutôt militante. Sarah Lancashire interprète Ruth, avocate comique névrotique, remplacée dans la saison 2 par Alex Kahn, une féministe de l'aile gauche plutôt militante.

## Distribution

### Personnages
- John Bird: John Fuller-Carp
- Sarah Lancashire: Ruth Quirke (Saison 1) (2000)
- Nina Wadia: Alex Kahn (Saison 2) (2001)
- James Fleet: Hilary Tripping
- Jonathan Kydd: Vince Griffiths
- Jeremy Clyde (en): Vernon Ames
- John Hodgkinson: Guy
- John Rowe: Judge Riseby